# Jóvenes amantes
Jóvenes amantes es una película mexicana de drama filmada en 1997 donde dos jóvenes tienen que vencer las intrigas y vivir su amor a escondidas. Fue protagonizada por Marisol Santacruz y Luis Gatica.

## Sinopsis
Ricardo y Juliana son dos jóvenes diferentes él es un humilde pescador, mientras ella una hermosa hacendada hija de uno de los hombres más ricos de Tuxpan, Veracruz. Juliana conoce en una fiesta a Ricardo de quién se enamora perdidamente, este le corresponde los dos quedan prendados y se enamoran sabiendo que su amor es imposible ya qué el padre de Juliana quiere que su hija se case con Pedro Samahiego un joven guapo y apuesto pero del que Juliana no está enamorado. Juliana y Ricardo tendrán que vencer las intrigas y adversidades para poder ser felices. 

## Elenco
- Marisol Santacruz- Juliana Samaniego Fontait
- Luis Gatica - Ricardo
- Rosángela Balbo - Madre de Juliana
- Gerardo Murguía- Pedro Samaniego
- Irma Dorantes
- Antonio de Hud
- Manuel Ojeda
- Alberto Pedret
- Armando Silvestre
- Luis Xavier